# Christofer Bengtsson
Christofer Bengtsson, född den 16 november 1980, är en svensk fotbollsspelare. Han spelar som högerback och representerar för närvarande Göteborgsklubben Örgryte IS.